# Вортон (Техас)
Вортон (англ. Wharton) — місто (англ. city) в США, в окрузі Вартон штату Техас. Населення — 8627 осіб (2020).

## Географія
Вортон розташований за координатами 29°18′52″ пн. ш. 96°6′14″ зх. д. / 29.31444° пн. ш. 96.10389° зх. д. (29.314487, -96.103765).  За даними Бюро перепису населення США в 2010 році місто мало площу 19,48 км², з яких 19,39 км² — суходіл та 0,09 км² — водойми.

## Демографія
Згідно з переписом 2010 року, у місті мешкали 8832 особи в 3468 домогосподарствах у складі 2200 родин. Густота населення становила 453 особи/км².  Було 3928 помешкань (202/км²).
Расовий склад населення:
| - 53,1 % — білих - 27,3 % — чорних або афроамериканців - 0,6 % — корінних американців - 0,6 % — азіатів - 16,0 % — осіб інших рас |

До двох чи більше рас належало 2,4 %. Частка іспаномовних становила 39,4 % від усіх жителів.
За віковим діапазоном населення розподілялося таким чином: 26,3 % — особи молодші 18 років, 59,1 % — особи у віці 18—64 років, 14,6 % — особи у віці 65 років та старші. Медіана віку мешканця становила 34,8 року. На 100 осіб жіночої статі у місті припадало 92,5 чоловіків;  на 100 жінок у віці від 18 років та старших — 86,5 чоловіків також старших 18 років.
Середній дохід на одне домашнє господарство  становив 38 703 долари США (медіана — 29 797), а середній дохід на одну сім'ю — 46 182 долари (медіана — 40 656). Медіана доходів становила 28 190 доларів для чоловіків та 20 992 долари для жінок. За межею бідності перебувало 25,9 % осіб, у тому числі 40,8 % дітей у віці до 18 років та 15,4 % осіб у віці 65 років та старших.
Цивільне працевлаштоване населення становило 3509 осіб. Основні галузі зайнятості: освіта, охорона здоров'я та соціальна допомога — 22,8 %, роздрібна торгівля — 14,1 %, виробництво — 12,3 %.